# Lioba Werth
Lioba Werth (* 27. Februar 1972 in Aachen) ist eine deutsche Psychologin und Hochschullehrerin.

## Leben
Lioba Werth studierte Psychologie an der Universität Trier, wo sie 1998 promoviert wurde, die Habilitation erfolgte 2005 an der Universität Würzburg. Im Anschluss vertrat sie 2 Semester lang die Professur für Sozial- und Organisationspsychologie an der Katholischen Universität Eichstätt-Ingolstadt. 2007 bis 2012 war sie Professorin für Wirtschafts-, Organisations- und Sozialpsychologie an der Technischen Universität Chemnitz.
Von 2012 bis 2015 war sie Inhaberin des Lehrstuhls für Wirtschafts- und Organisationspsychologie an der Universität Hohenheim. Seit 2010 ist sie gemeinsam mit Klaus Sedlbauer Leiterin des interdisziplinären Promotionskollegs „Menschen in Räumen“, in dem die Auswirkung der baulichen Gestaltung von Arbeitsräumen auf Leistung und Wohlbefinden der dort Arbeitenden erforscht wurde. Seither ist sie als Führungskräftecoach selbstständig tätig.

## Veröffentlichungen
- Ein inferentieller Erklärungsansatz des Rückschaufehlers, 1998, ISBN 3-86064-854-3 (zugl. Diss. Univ. Trier)
- Psychologie für die Wirtschaft. Grundlagen und Anwendungen, 2004, ISBN 3-8274-1401-6
- (mit Christopher Thum): Geschäftsessen. Souverän gestalten, 2007, ISBN 3-8274-1700-7
- (mit Jennifer Mayer): Sozialpsychologie, 2008, ISBN 978-3-8274-1547-9
- (mit Klaus Sedlbauer): In Forschung und Lehre professionell agieren, 2011, ISBN 978-3-924066-97-0